# Ottonville
Ottonville (deutsch Ottendorf) ist eine französische Gemeinde mit 455 Einwohnern (Stand 1. Januar 2022) im Département Moselle in der Region Grand Est (bis 2015 Lothringen).
Die Spitznamen der Einwohner sind Ottendrower Schalbes und Otendrower Moaken.

## Geographie
Die Gemeinde liegt in Lothringen in einem Seitental der Nied am Bach von Eblingen, auch Schwalbach genannt, etwa 25 Kilometer nordöstlich von Metz, fünf Kilometer nordnordöstlich von Boulay-Moselle (Bolchen) und acht Kilometer südlich von Bouzonville (Busendorf).
Zur Gemeinde gehört der südlich gelegene Weiler Ricrange (Rickringen).

## Geschichte
Der Ort wurde 1128 erstmals als Octonvilla erwähnt, dann als Ottonvilla (1137), Ottendorf (1333) und Ottendorff (1485). Die Ortschaft gehörte früher zum Bistum Metz, einem Fürstbistum des Heiligen Römischen Reichs.
Durch den Frankfurter Frieden vom 10. Mai 1871 kam das Gebiet an das deutsche Reichsland Elsaß-Lothringen, und das Dorf wurde dem Kreis Bolchen im Bezirk Lothringen zugeordnet. Die Dorfbewohner betrieben Getreidebau und Viehzucht.
Nach dem Ersten Weltkrieg musste die Region aufgrund der Bestimmungen des Versailler Vertrags 1919 an Frankreich abgetreten werden. Im Zweiten Weltkrieg war die Region von der deutschen Wehrmacht besetzt, und der Ort stand bis 1944 unter deutscher Verwaltung.

### Bevölkerungsentwicklung
| Jahr      | 1962 | 1968 | 1975 | 1982 | 1990 | 1999 | 2009 | 2019 |
| Einwohner | 351  | 352  | 332  | 364  | 339  | 384  | 401  | 442  |

## Wappen
Arm und Schwert im Gemeindewappen stehen für das Domkapitel von Metz, dem Ottendorf gehörte. Das Schwert symbolisiert darüber hinaus auch den heiligen Paulus, den Schutzpatron der Kirche.

## Sehenswürdigkeiten
- Kirche St. Paul von 1845 (Ausstattungsteile als Monuments historiques klassifiziert)
- Überreste der Maginot-Linie

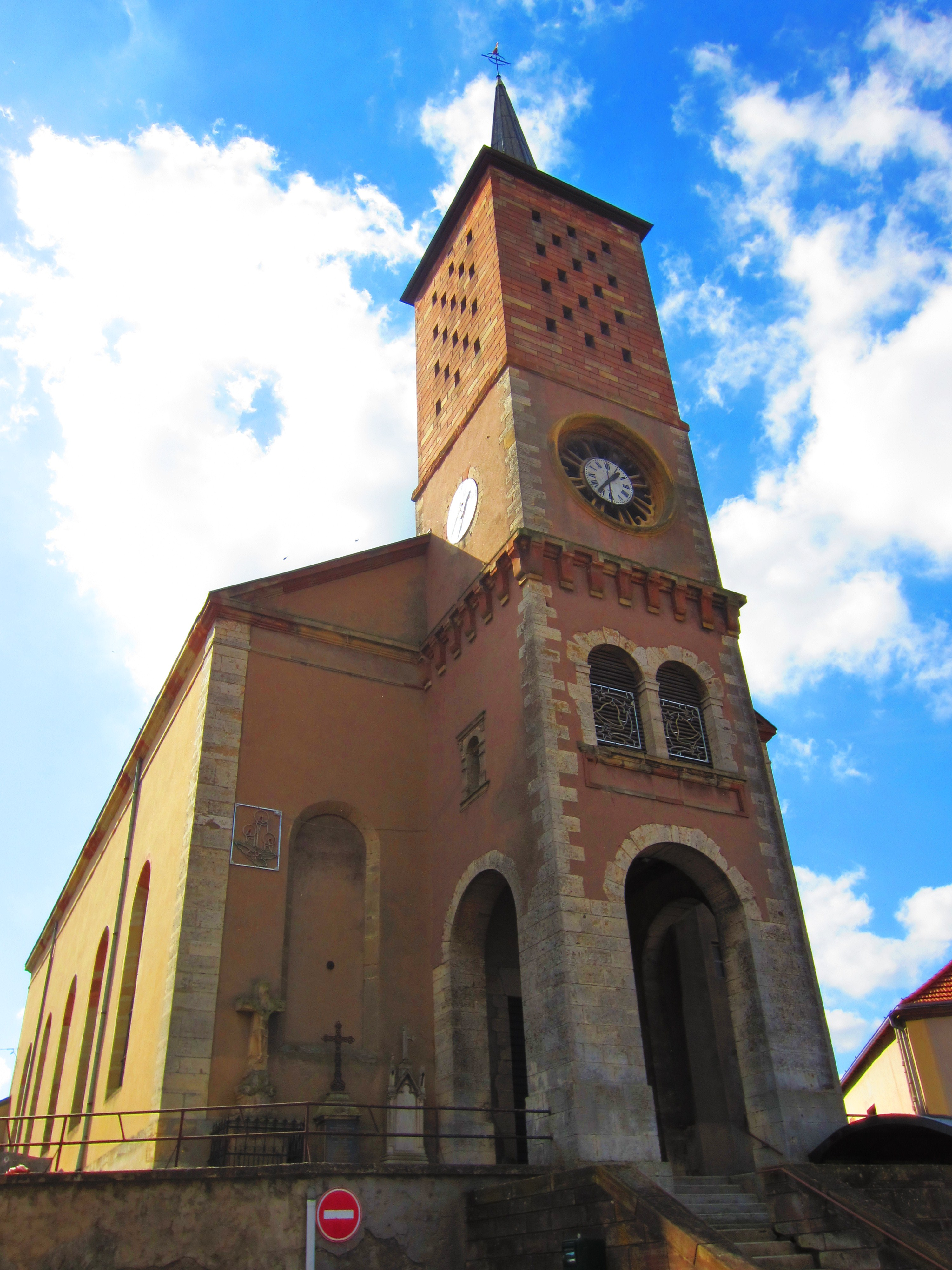
Kirche St. Paul
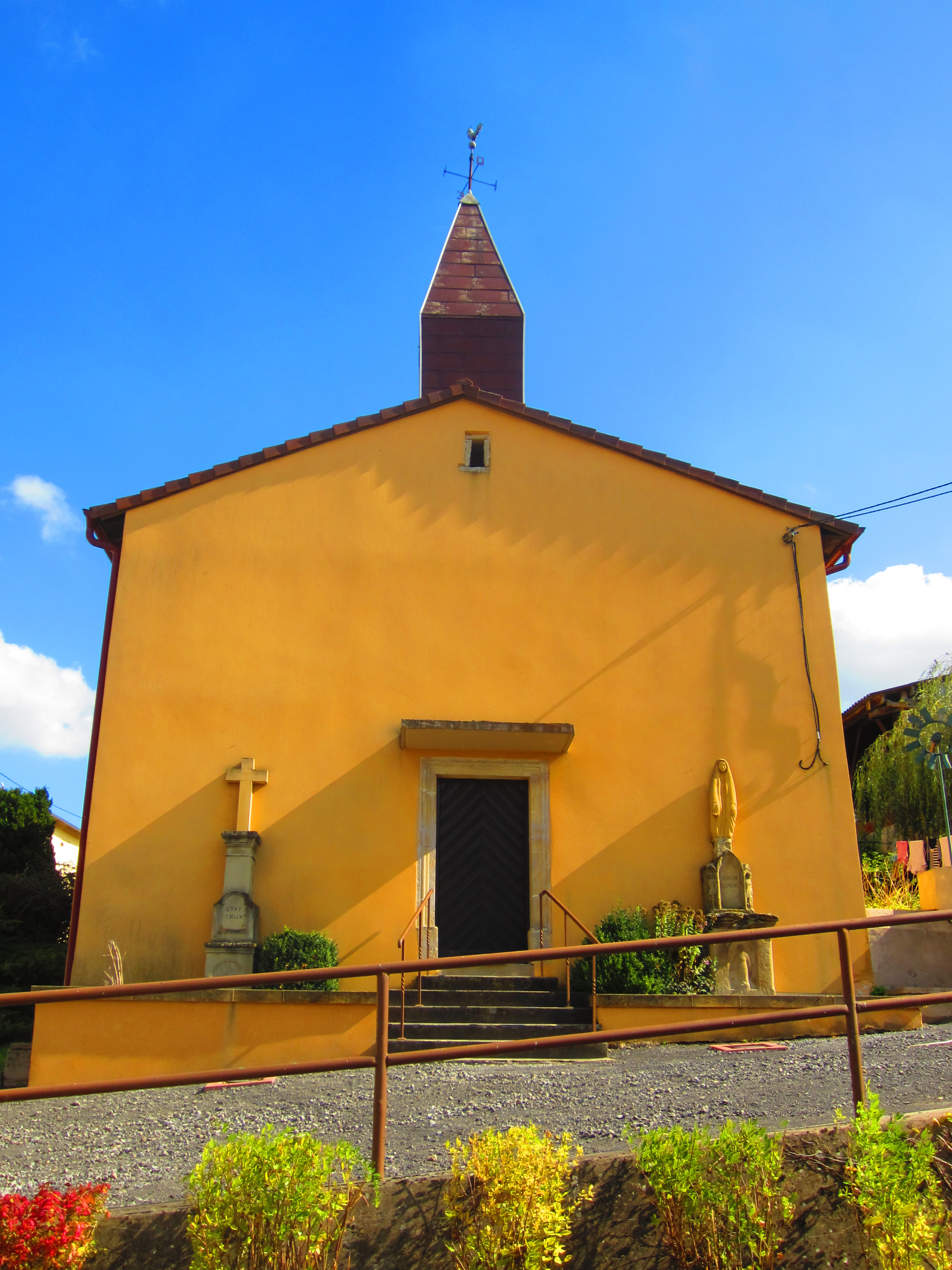
Kapelle der Unbefleckten Empfängnis, Ricrange (Rickringen)